# آلن پرین
آلن پرین (انگلیسی: Alain Perrin؛ زادهٔ ۷ اکتبر ۱۹۵۶) یک بازیکن فوتبال سابق اهل فرانسه است.
از باشگاه‌هایی که در آن بازی کرده‌است می‌توان به باشگاه فوتبال نانسی اشاره کرد.